# Milla (plant)
Milla is een geslacht uit de aspergefamilie. De soorten komen voornamelijk voor in Mexico.

## Soorten
- Milla biflora
- Milla bryanii
- Milla delicata
- Milla filifolia
- Milla magnifica
- Milla mexicana
- Milla mortoniana
- Milla oaxacana
- Milla potosina
- Milla rosea